# Santuario della Madonna di Polsi

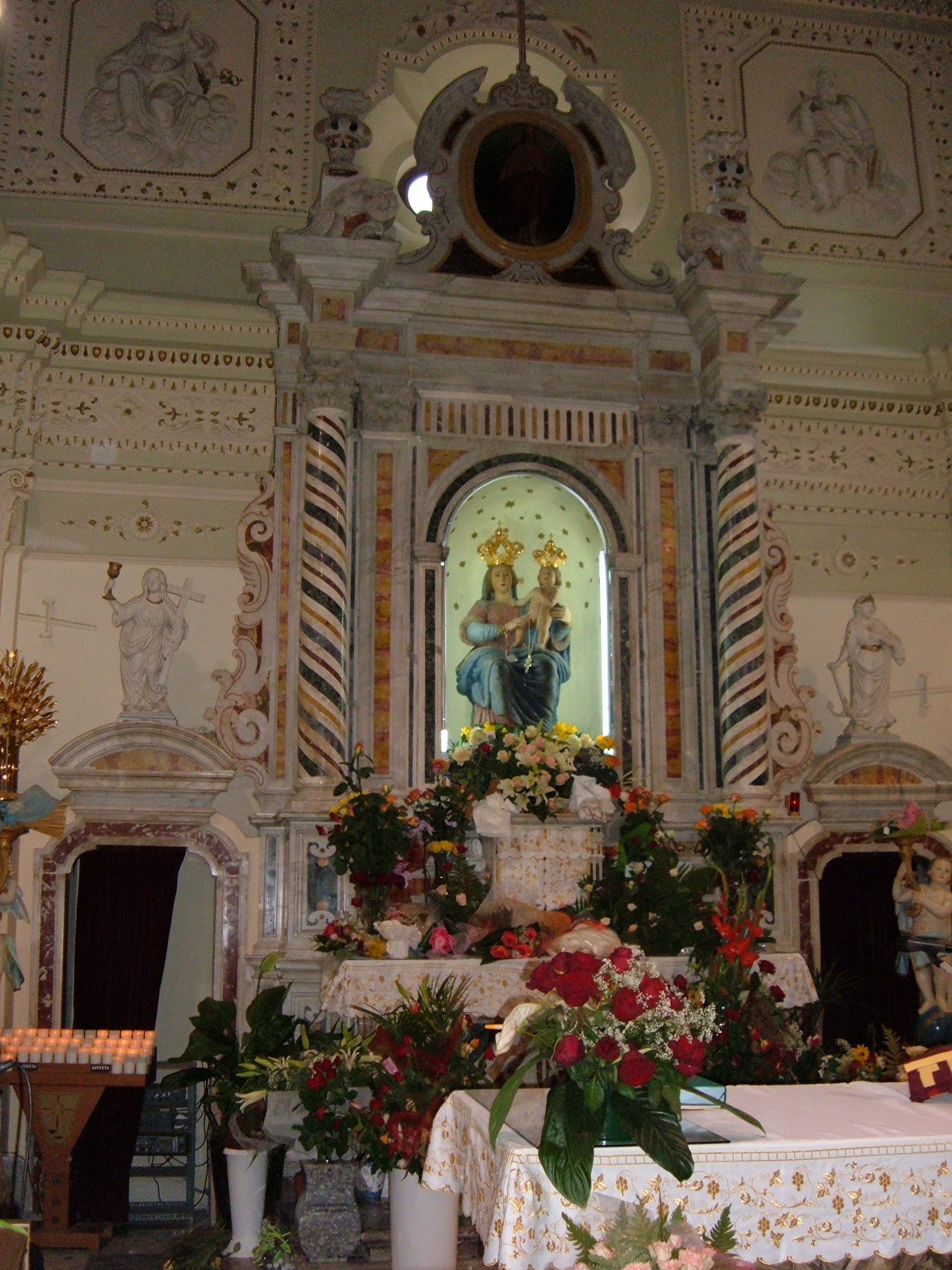
Altare della Madonna della Montagna

Il santuario della Madonna di Polsi (noto anche come santuario della Madonna della Montagna, in dialetto reggino A Maronna râ Muntagna) è un santuario mariano situato presso la frazione di Polsi (Porsi nel dialetto locale) del comune di San Luca, in città metropolitana di Reggio Calabria e diocesi di Locri-Gerace. Il territorio ricade nel Parco Nazionale dell’Aspromonte.
È circoscritto fra i monti di una vallata nel cuore dell'Aspromonte a 862 metri s.l.m. ed è attraversato dalla fiumara del Bonamico che, attraversando anche il paese di San Luca, conclude il suo corso nelle acque del mar Ionio.
Nel periodo che va da primavera ad ottobre, la zona intorno all'area sacra si anima di una consistente presenza di pellegrini, provenienti da tutta la città metropolitana di Reggio Calabria, dalla città metropolitana di Messina e da altre zone della Calabria. Nei pressi del santuario si può ancora trovare qualche pastore sanluchese che pascola il gregge.
I giorni festivi del santuario sono:
- 22 agosto: in questa data parte la carovana a piedi dal paese di San Luca e si inizia la novena.
- 2 settembre: giorno della festa solenne della Madonna di Polsi.
- 14 settembre: festa della Santa Croce di Polsi.
- Ogni 25 anni: incoronazione della SS. Madonna di Polsi (l'ultima il 2 settembre 2022).

Parti delle scene del film Aspromonte del regista Hedy Krissane sono girate nel sito.

## Storia

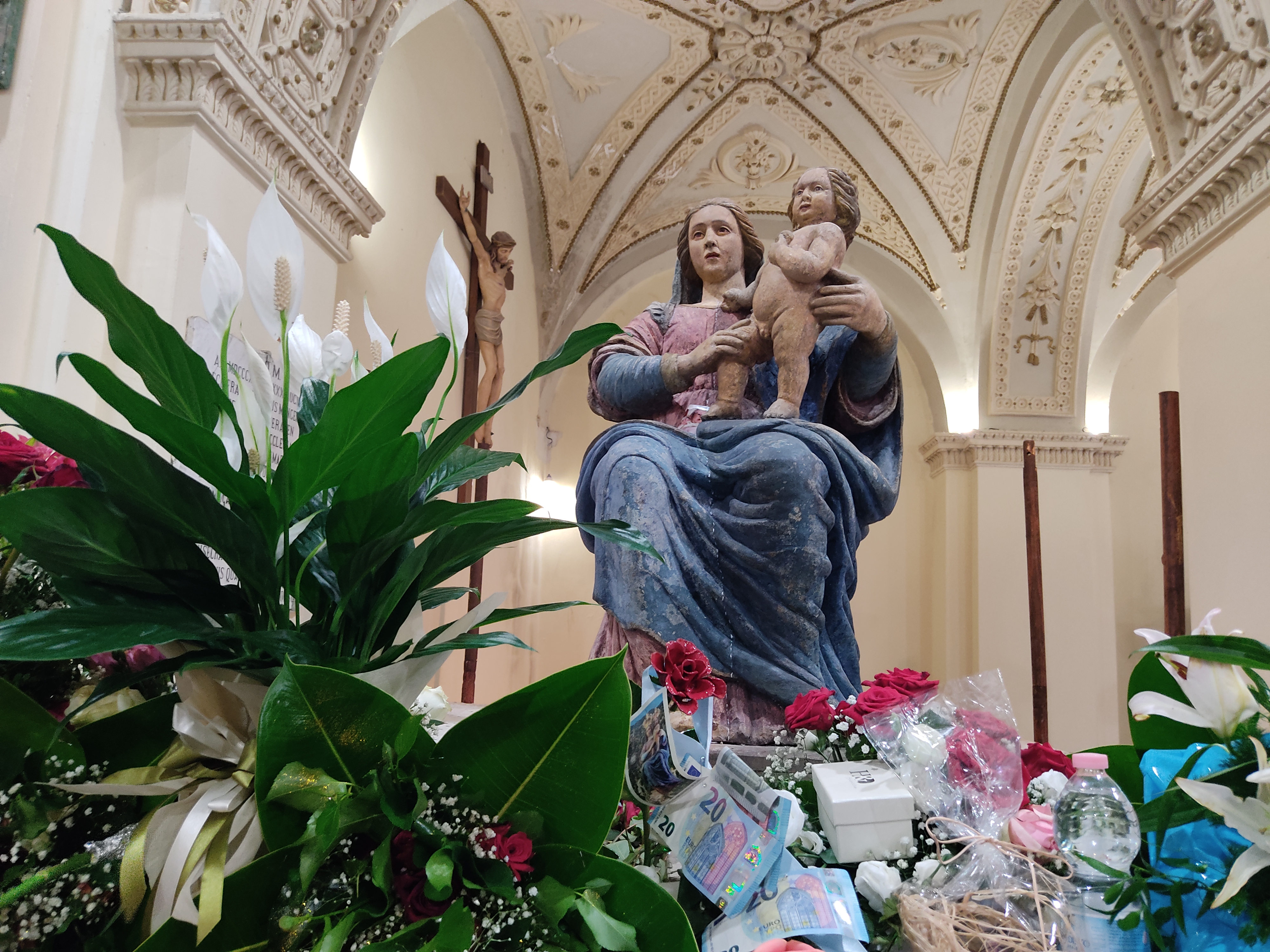
Statua di Maria SS. della Montagna di Polsi

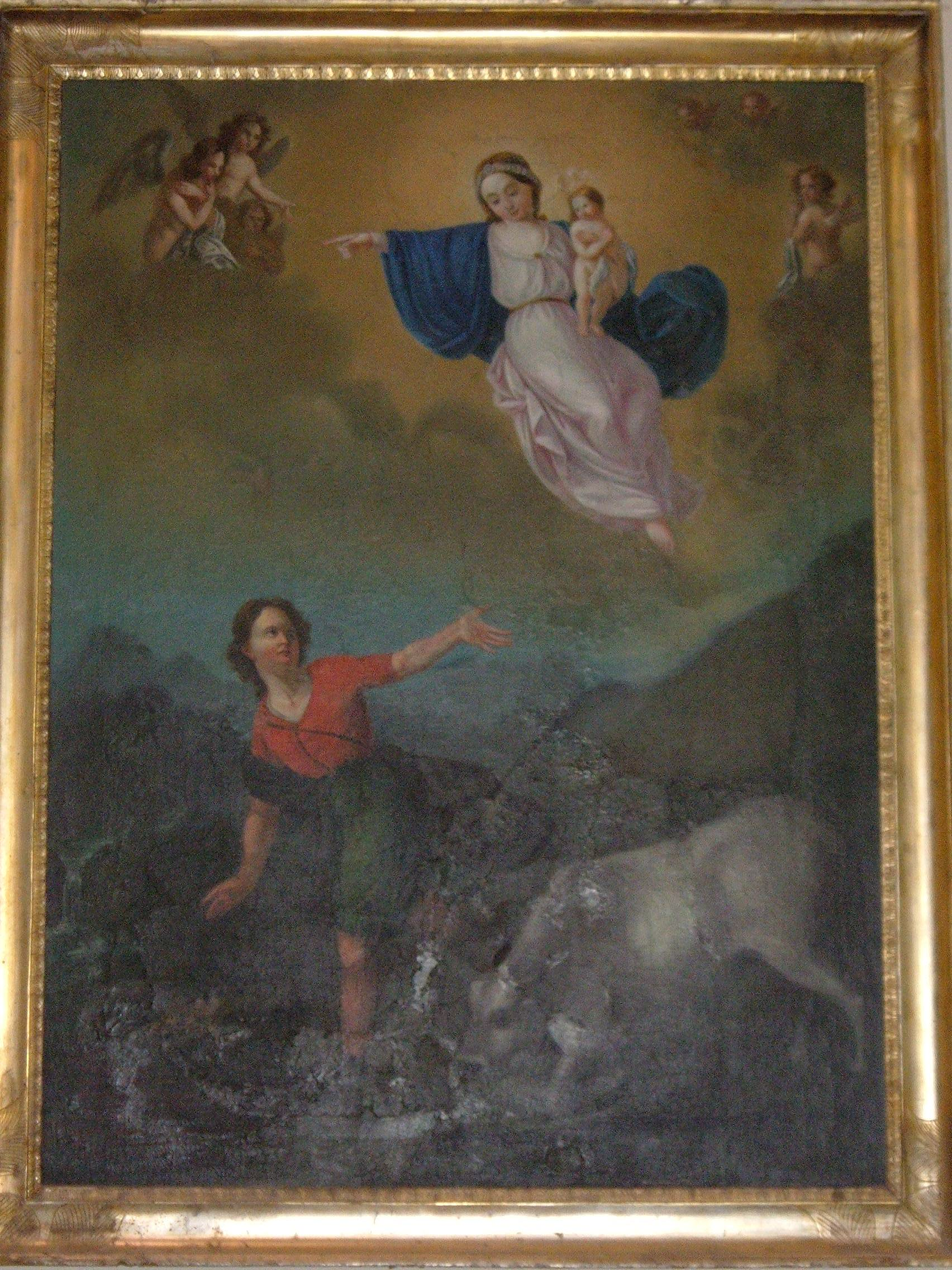
L'apparizione della Madonna al pastorello

Sulla Madonna di Polsi si raccontano molte leggende. Una di queste vuole che nel IX secolo alcuni monaci bizantini si siano spinti nel cuore dell'Aspromonte, ai piedi di Montalto, dove fondarono una piccola colonia e una chiesa. Secondo un'altra versione tradizionale, molto diffusa, nell'XI secolo un pastore di nome Italiano, intento a cercare una giumenta smarrita in località Nardello, scorse l'animale che dissotterrava una croce greca di ferro; gli sarebbe apparsa quindi la Beata Vergine col Bambino chiedendogli che fosse costruita in quel luogo una chiesa a lei dedicata.
Tutt'oggi all'interno del santuario vengono conservate la statua della Madonna della Montagna di Polsi, scultura in tufo di notevole bellezza e lucentezza, un’altra statua della Madonna di Polsi in legno viene utilizzata per la processione e per il “peregrinatio”  alle numerose parrocchie dei comuni delle diocesi di Locri-Gerace e Oppido-Palmi, della Città Metropolitana di Reggio Calabria e di altri comuni della Sicilia, la Santa Croce e vari cimeli tra i quali la bara del principino di Roccella. In alcune stanze del Convento sono conservati antichi e numerosi oggetti vari di grande valore. 
Il Santuario è meta da Giugno a Settembre di numerosi pellegrinaggi, in macchina, con piccoli autobus, furgoni e gruppi di carovane a piedi, provenienti da numerosi comuni devoti alla Madonna di Polsi. 
Il Santuario della Madonna della Montagna di Polsi è considerato il luogo simbolo della pietà popolare mariana calabrese.
Agli inizi del settecento a Polsi si costituisce una comunità di Monaci, che si dedicano alla preghiera, al lavoro e a diffondere la devozione della Madonna.
Successivamente nel 1752 il vescovo Cesare Rossi nomina il primo Rettore del Santuario don Francesco Larosa da Mammola, che guidò fino al 1782 anno del suo decesso, ma già negli anni precedenti Don Francesco ricopriva la carica di “Superiore”. In questi anni si inizia a edificare e a ingrandire il Santuario, costruire il convento e fabbricati per ospitare i pellegrini e diffondere il culto della Madonna di Polsi. Durante questo periodo si verificano tredici miracoli e tanti fenomeni soprannaturali, per intercessione della Santa Vergine di Polsi. Ricordiamo: 
- Il miracolo del 1771, quando i Principi di Caraffa di Roccella, Vincenzo Maria e Livia Carafa e il suo bambino,  partono per una visita alla Madonna. Nelle vicinanze di Bovalino il bambino muore. Il Principe vuole ritornare a Roccella, la moglie Livia donna di grande fede, esprime “Consegnerò anche morto il bambino alla Madonna”.  Arrivati al Santuario, entrano in chiesa e consegnano al Superiore Don Francesco Larosa il bambino Giovan Battista morto, che poggia sull’altare e invita tutti i presenti alla preghiera. Al canto di litanie e l’invocazione alla Madonna “Regina di Polsi prega per noi”, il bambino riacquista la vita e Don Francesco lo consegna alla madre.
- Un grande incendio inizia a bruciare il convento, don Francesco getta tra le fiamme un pezzo di candela accesa prelevata dall’altare e subito il fuoco si spegne.
- Il sacerdote don Girolamo Cognetti di Gerace guarisce da una grave malattia dopo essere unto da don Francesco con l’olio della lampada che brucia davanti al tabernacolo.
- La guarigione del vescovo di Gerace Idelfonso Del Tufo, di una bruttissima malattia degli occhi. Numerose le lettere di don Francesco al Vescovo informandolo sulla comunità del Santuario e avere grande fiducia che si risolverà tutto con l’aiuto e l’intercessione di Maria SS di Polsi per la sua guarigione. Il vescovo nel 1740 pose la prima pietra per la costruzione del Santuario e aveva una grande devozione per la Madonna.

Durante questo periodo del venerando Rettore don Francesco, si diffuse la fama dei miracoli di Polsi in Calabria e Sicilia, aumentano i pellegrini giorno dopo giorno e le offerte e fa crescere la fede per la Madonna. La sua presenza si va affermando come garanzia di fede sincera, di solidarietà verso i bisognosi e la speranza di ricevere grazia dalla Vergine Santa. Don Francesco Larosa cessa di vivere il 6-12-1782, dopo una vita di preghiera e di fede, con la sua spiritualità e il forte attaccamento alla Santa Vergine di Polsi, con impegno e passione al servizio del Santuario e dei numerosi devoti della Madonna di Polsi. Muore in concetto di Santità. 
Nei primi anni dell'Ottocento, la Badia di Polsi fu assegnata all'arciprete di Santa Severina Francesco Apa il quale ebbe alcuni incarichi all'interno dell'esercito sanfedista nel 1799 e fu premiato per la sua lealtà ai Borbone. Uno dei più importanti priori del santuario fu Enrico Macrì, che governò verso la fine del 1800 per 33 anni. In quegli anni la chiesa del santuario venne restaurata ed arricchita.
La Madonna della Montagna di Polsi si venera anche a Capistrano (VV) la seconda domenica del mese di agosto, perché il culto fu introdotto negli anni 1752-1757 dal sac. don Domenico Antonio Zerbi, da Radacena (oggi Taurianova), che fu parroco di Capistrano dal 1752 al 1763. La statua policroma di legno della Madonna della Montagna (di Capistrano) risale al 1758 con intronizzazione nella nicchia dell'altare maggiore. Il culto fu, dagli emigrati capistranesi, introdotto a Toronto (Canada) e a Melbourne, con festa e processioni che si svolgono, rispettivamente, nella seconda domenica di agosto e il 21 novembre (giorno anche della presentazione della B.V. Maria), con simulacri che negli anni Cinquanta si fecero scolpire in Italia, sul modello di quello esistente a Capistrano.

## I rettori del Santuario
- don Francesco Larosa da Mammola dal 1752 al 1782
- don Giovanni Palamara da Casalnuovo di Africo dal 1783 al 1820
- don Domenico Fera da Platì dal 1836 al 1856
- don Enrico Macrì da Cirella di Platì dal 1874 al 1899
- don Antonio Macrì da Cirella di Platì (fratello di Enrico), dal 1900 al 1903
- don Giosofatto Mittiga da Platì dal 1905 al 1927
- don Francesco Pangallo da Platì dal 1927 al 1939
- don Antonio Pelle da Antonimina dal 1940 al 1974
- don Giosofatto Trimboli da Platì dal 1974 al 1997
- don Giuseppe Strangio da San Luca dal 1998 al 2017
- don Tonino Saraco da Stignano dal 2017

## Importanza per la 'Ndrangheta
Il santuario della Madonna di Polsi viene purtroppo strumentalizzato dalla 'Ndrangheta, la mafia calabrese, la quale in palese contraddizione ai valori della fede cristiana mischia il sentimento religioso con il malaffare.
Ogni anno, in occasione della festa della Madonna, si ritrovano i boss provenienti non solo dalla Calabria, ma da tutto il mondo, per prendere decisioni estremamente importanti: si stringono alleanze, si dichiarano guerre e si progettano le strategie criminali. Si ritiene che la decisione di uccidere Francesco Fortugno, avvenuta poi nel 2005 mentre ricopriva la carica di vicepresidente del Consiglio regionale della Calabria, sia stata presa proprio a Polsi.
Nicola Gratteri, magistrato impegnato nella lotta alla 'Ndrangheta, ha detto di Polsi:
In relazione a queste vicende, in occasione della festività del 2010 il vescovo della Locri-Gerace Giuseppe Fiorini Morosini ha condannato le attività della 'Ndrangheta, ribadendo che le attività illegali nulla hanno a che vedere con la fede cristiana e affermando:

## Galleria d'immagini

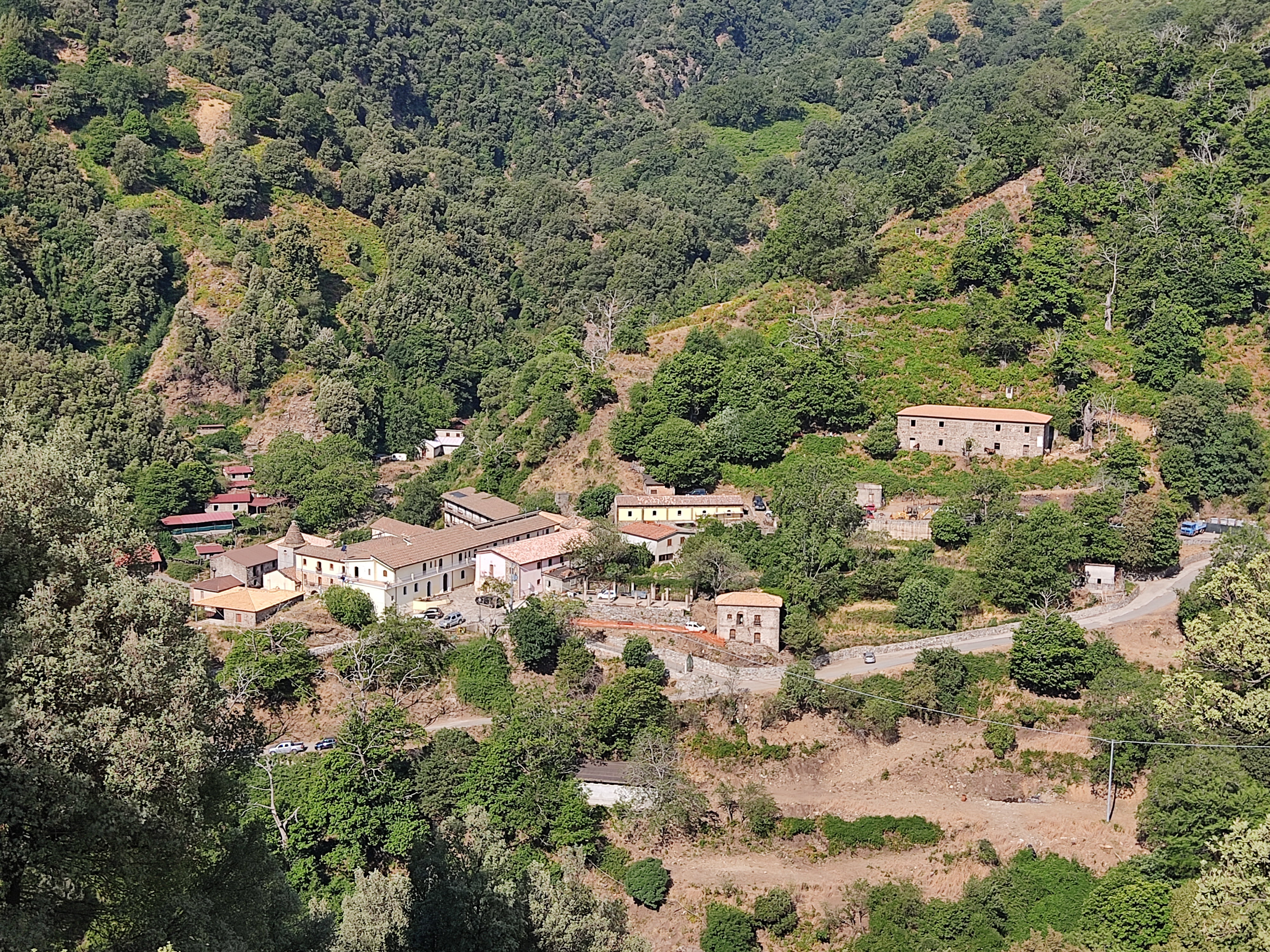
Veduta Panoramica del Santuario
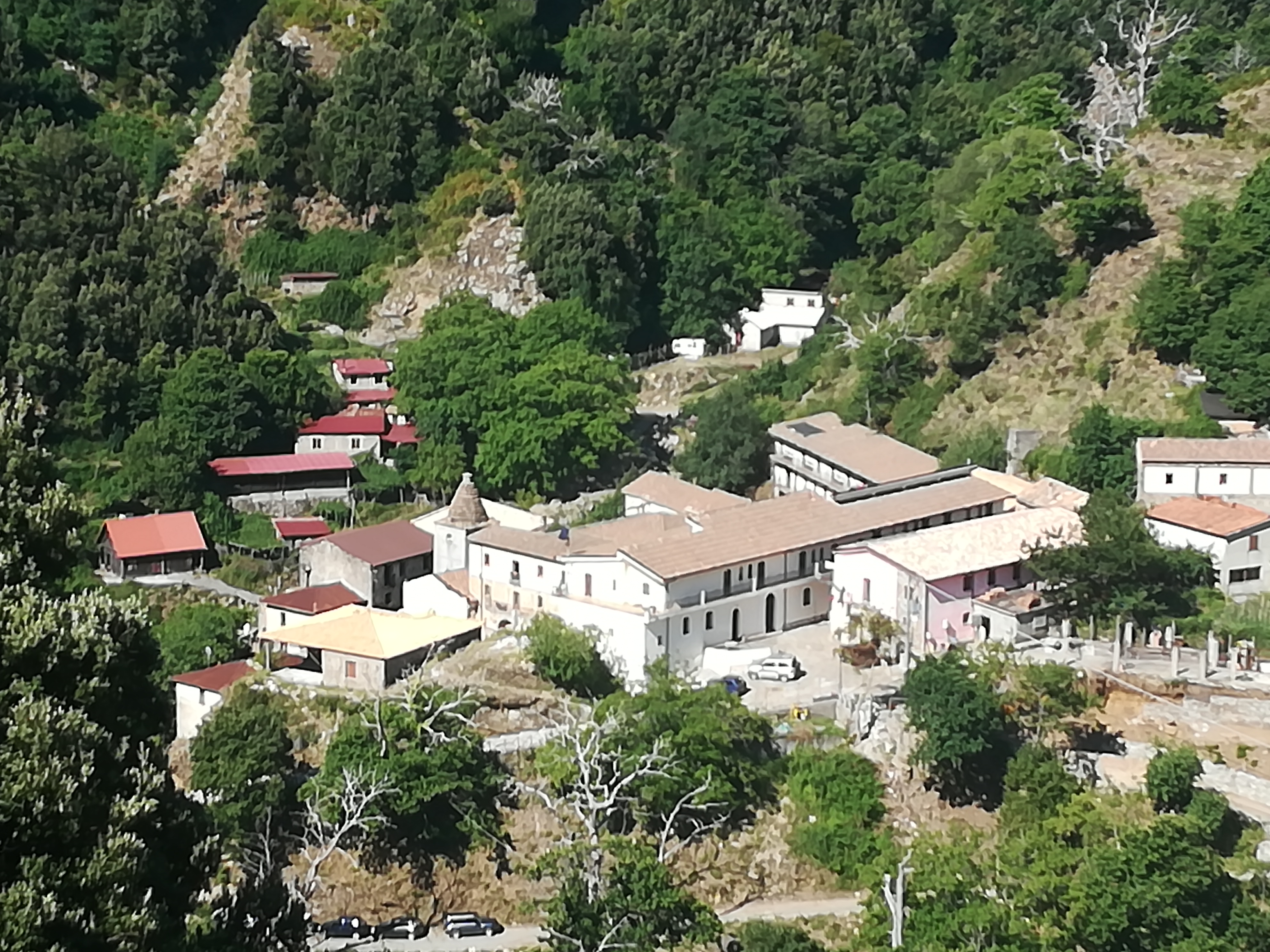
Scorcio del Santuario
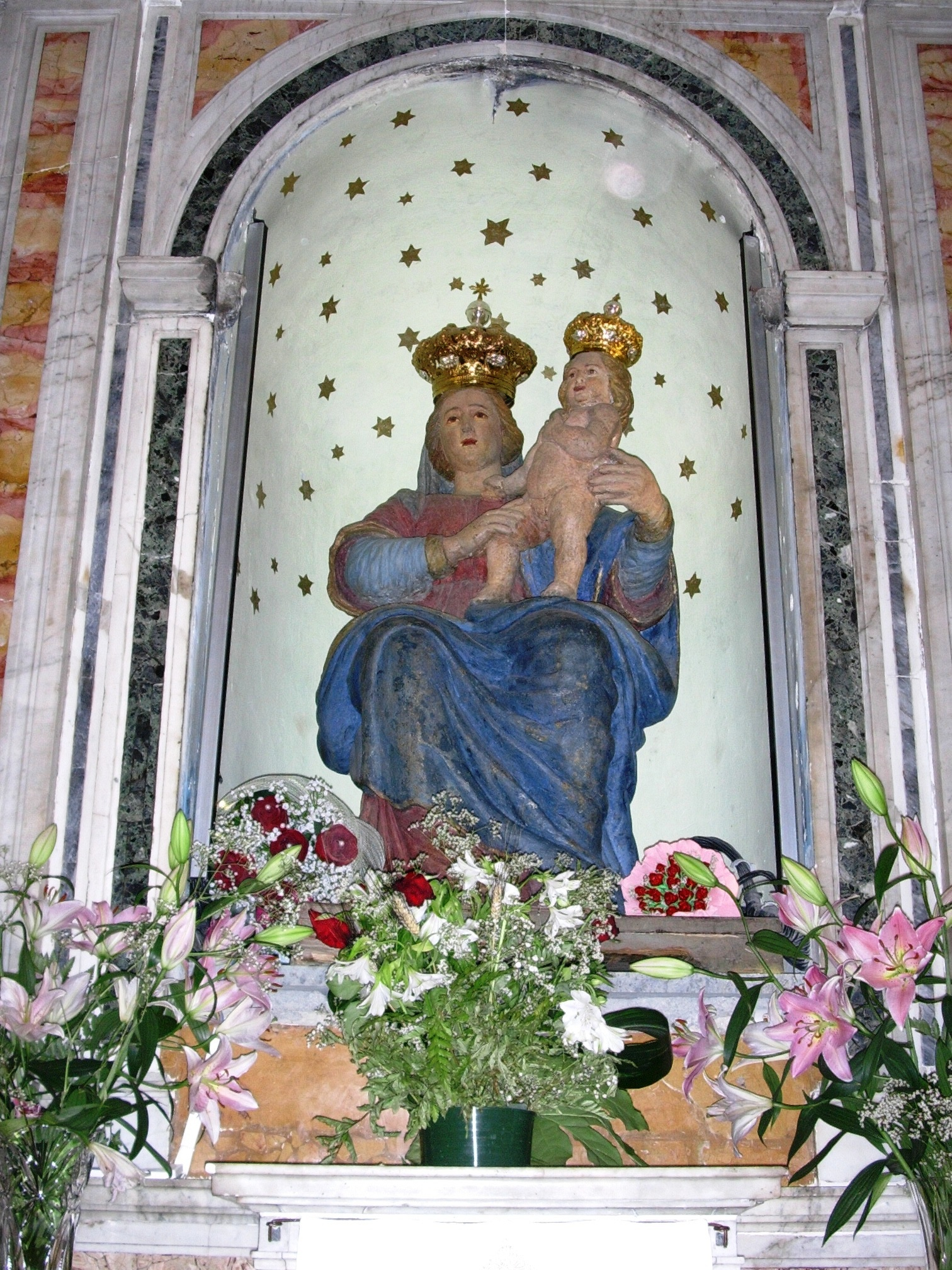
Statua di Maria SS. della Montagna di Polsi
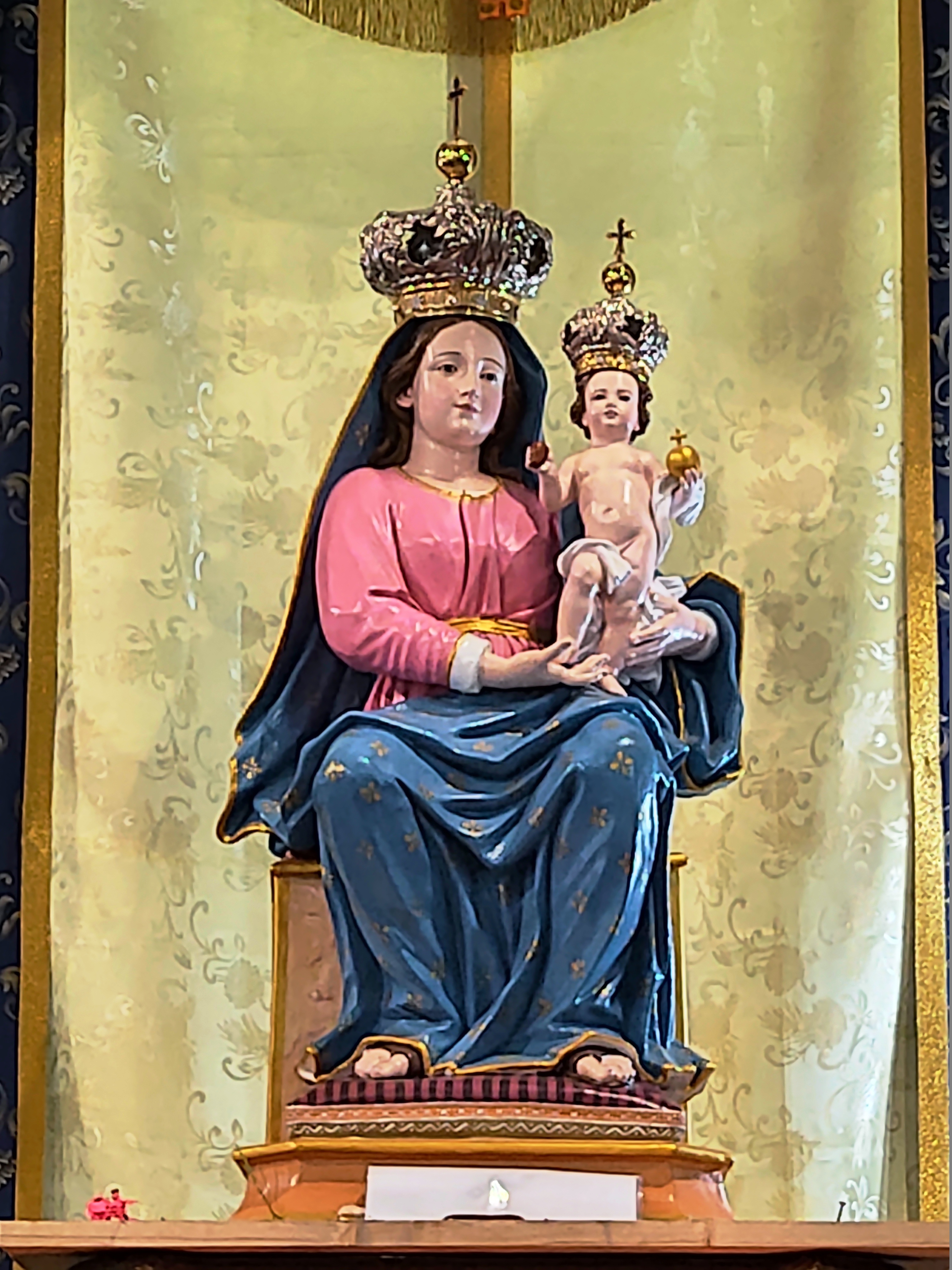
Statua in legno della Madonna di Polsi, utilizzata per la Processione e per il “peregrinatio”
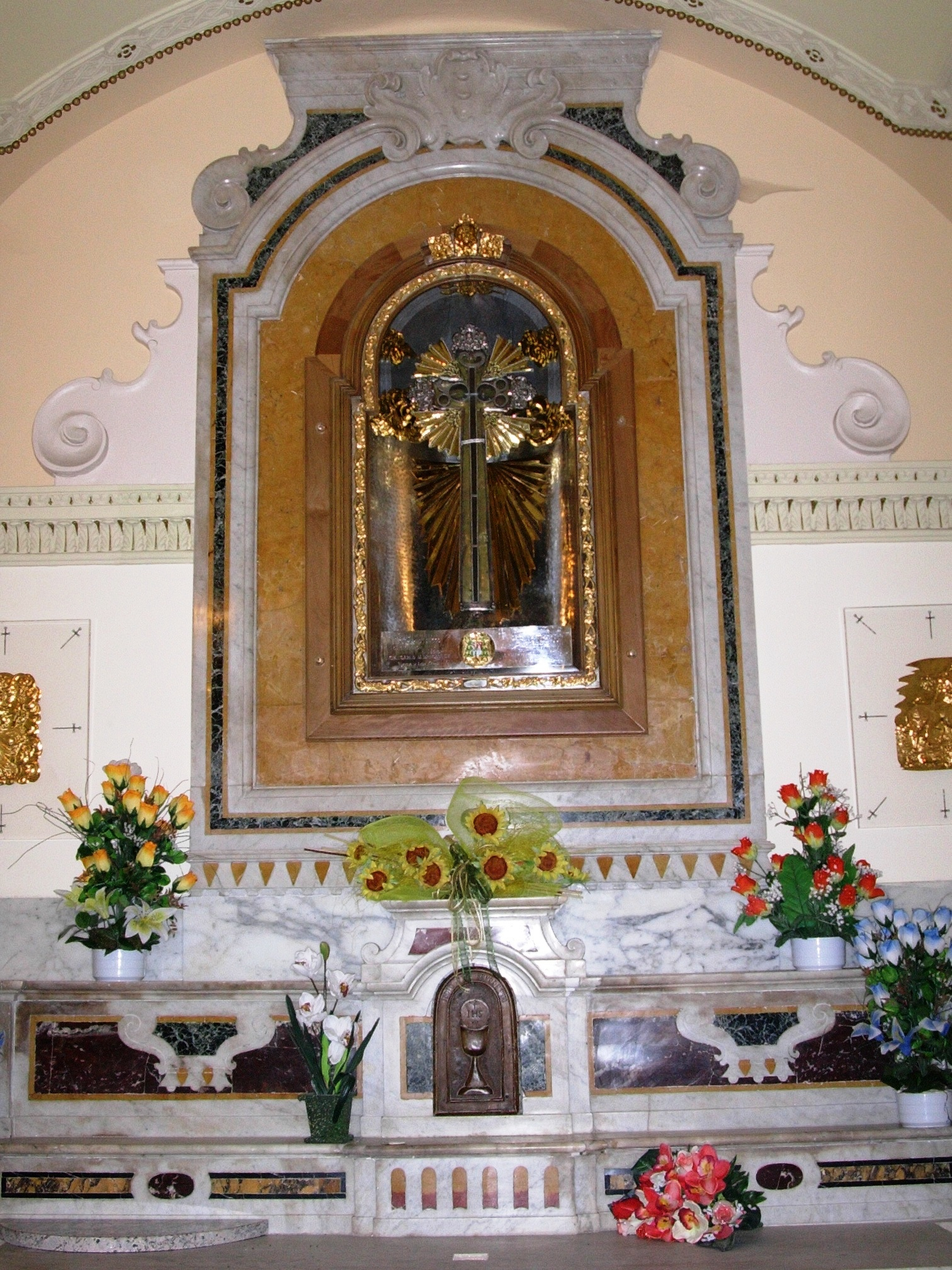
Altare della Santa Croce di Polsi
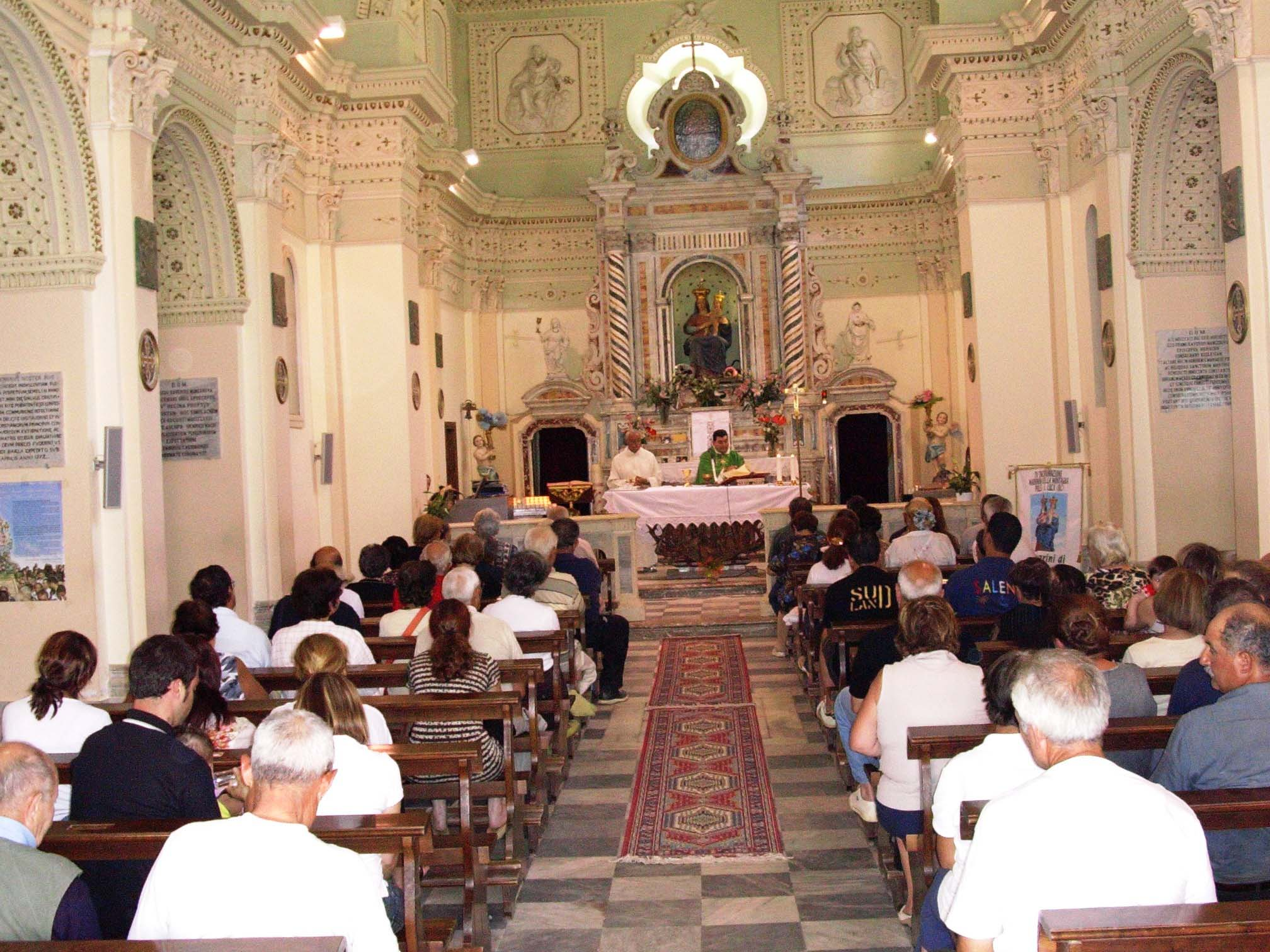
Santuario di Polsi, Celebrazione Santa Messa
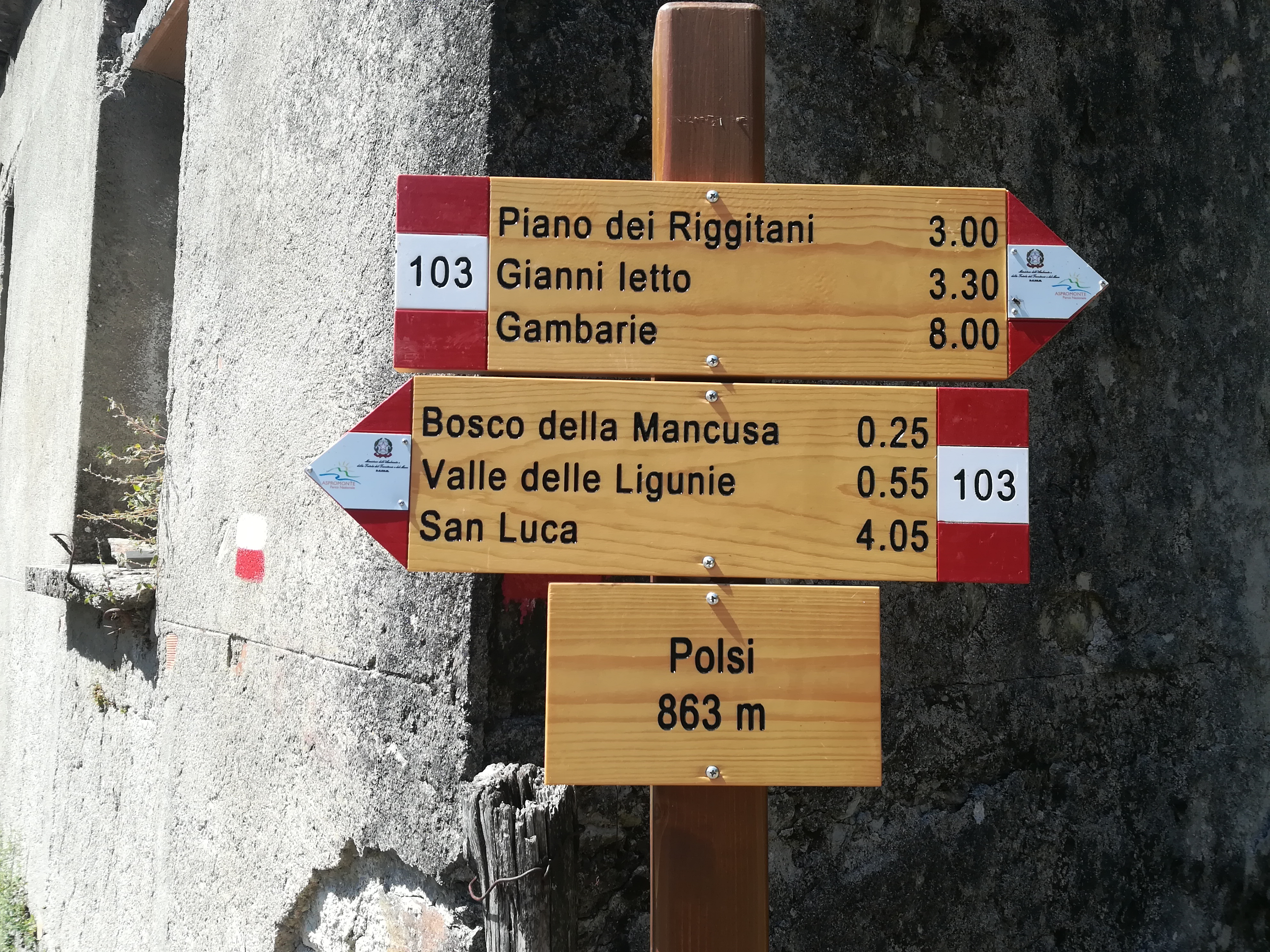
Indicazioni Sentieri
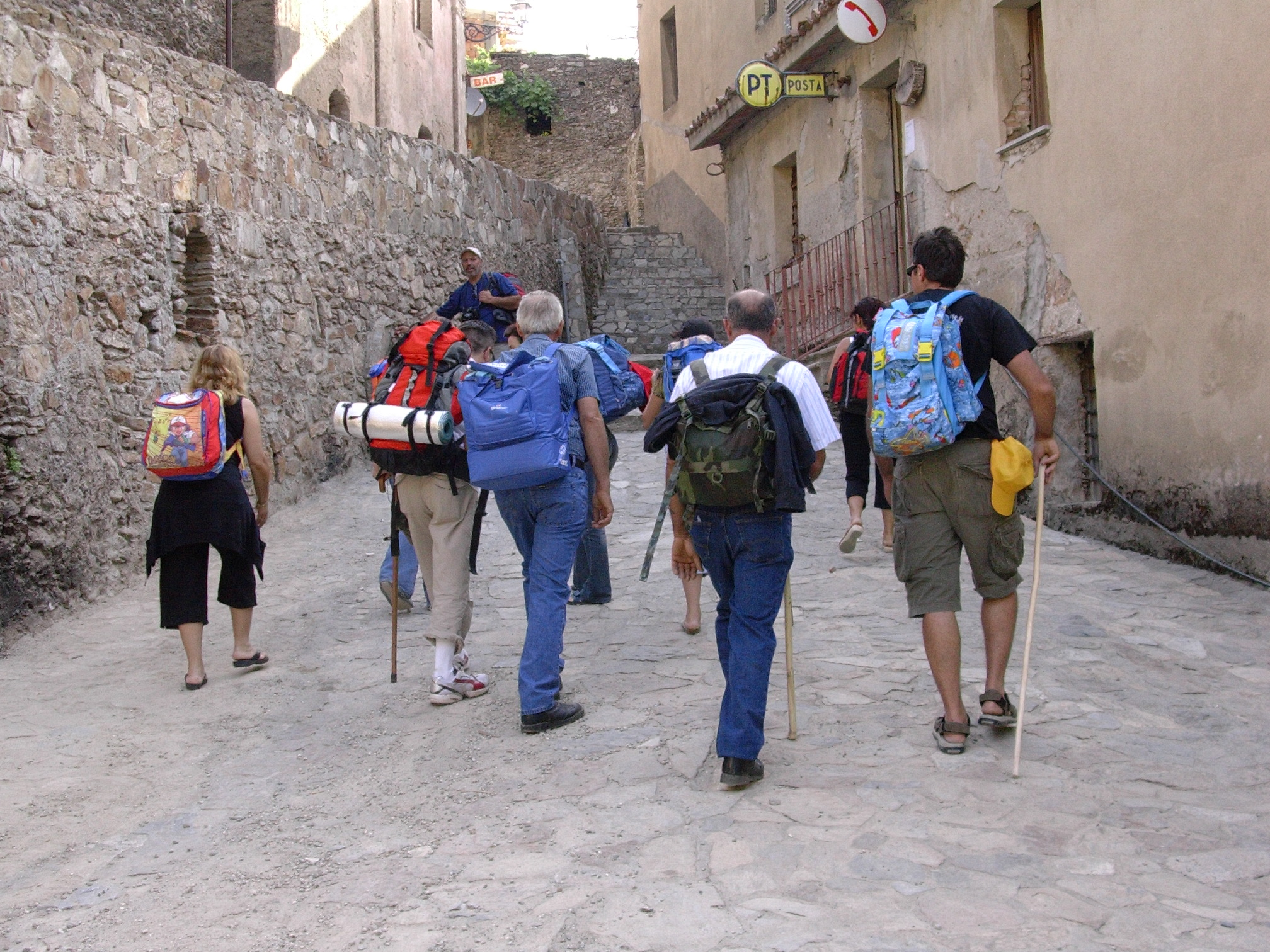
Gruppi di pellegrini a piedi, provenienti da numerosi comuni, devoti alla Madonna